# Ланская, Варвара Ивановна
Варвара Ивановна Ланская (урожд. княжна Одоевская; 26 июля (6 августа) 1790 — 9 (21) апреля 1845) — жена Сергея Степановича Ланского, будущего министра внутренних дел.

## Биография
Дочь генерал-поручика Ивана Ивановича Одоевского (1742—1806) от его брака с Анастасией Ивановной Измайловой (1769—1807). Родилась и выросла в усадьбе Лукино-Варине, получив домашнее воспитание. В 1806 году переехала с родителями в Москву. После их смерти жила в семье опекуна — Дмитрия Сергеевича Ланского, женатого на её двоюродной сестре, княжне Варваре Александровне Одоевской. В 1811 году, вместе с семьёй Ланских переехала в Киев, а после в Санкт-Петербург, где была представлена ко двору.
Будучи богатой наследницей, 25 февраля 1812 года Варвара Ивановна вышла замуж за племянника своего опекуна — Сергея Степановича Ланского (1787—1862), сына гофмаршала Степана Сергеевича Ланского. Венчание было в Петербурге в Морском Богоявленском соборе. В 1814 году её единственный брат Иван Иванович был убит в сражении под Бриенном, и она унаследовала все имения своих родителей. После замужества жила в основном в Санкт-Петербурге, проводя лето в Лукино. В период губернаторства мужа жила с ним в Костроме (1830—1832) и во Владимире (1833—1834).
В Петербурге Ланская держала литературный салон, который посещали В. Л. Пушкин, И. И. Дмитриев, В. А. Жуковский, П. А. Вяземский, А. С. Пушкин, В. Ф. Одоевский, С. А. Соболевский. В альбоме Варвары Ивановны, хранящемся в РГАЛИ в Москве, есть стихотворения В. А. Жуковского, П. А. Вяземского, Пушкиных А. С. и В. Л., В. Ф. Одоевского и др., некоторые с припиской «Варино», её усадьбы в Богородском уезде Московской губ..
По утверждению современника, в её натуре преобладали три сильные разносвойственные страсти: чадолюбие — она сама, без гувернанток, воспитывала своих дочерей; живопись — ею были написаны огромные копии картин масляными красками, акварелью, тушью и пастелью на стенах большой залы в её имении «Варино»; садоводство — маленькое поле в имении было усыпано великолепными розами.
Была известна своей дружбой с митрополитом московским Филаретом и перевела на французский язык его речь: «Беседа по освящении храма Пресвятой Богородицы»: «Discours prononcé après la consacration de l’Eglise de la très St. Mère de Dieu qui est à la recherche de ceux qui périssent (Notre Dame de bon secours), fondée dans la prison des détenus condamnés à l’exil, sur la montagne des Moineaux à Moscou le 23 décembre 1843 par le membre du Synode, Philarète, Métropolitain de Moscou» (М., 1847). Вела переписку на французском языке со своей подругой Марией Аполлоновной Волковой: письма Волковой М. А., переведенные и напечатанные в «Вестнике Европы» в 1874 и 1875 годах дали богатый материал для характеристики московского общества, так называемой «Грибоедовской Москвы». Её дневник, богатый датами и событиями её жизни, хранится в РГАЛИ и требует ещё перевода.
Умерла в Санкт-Петербурге от рака 9 (21) апреля 1845 года. Граф М. Д. Бутурлин сообщал в письме М. П. Погодину: «Были отчаянно больны в Петербурге (и затем обе вскоре померли) Варвара Ивановна Ланская и её дочь, баронесса Мария Сергеевна Вревская, жившие в одном доме, но в разных этажах». Похоронена в селе Анискино Богородского уезда Московской губернии у алтаря Богородице-Рождественской церкви.

## Семья
В браке имела детей:

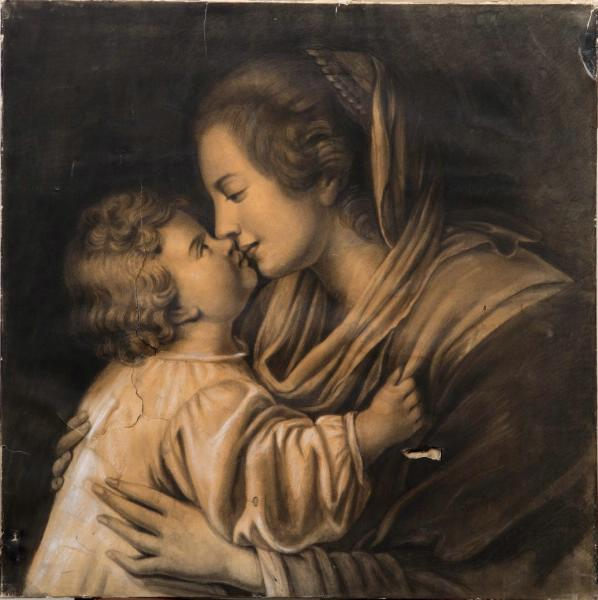
В. И. Ланская с ребенком

- Анастасия Сергеевна (1813—1891), замужем за генералом от кавалерии С. В. Перфильевым;
- Степан Сергеевич (1814—1879), полковник;
- Варвара Сергеевна (1816—1878), фрейлина, была болезненного здоровья и замуж не выходила. По словам современника, умнейшая и живейшая особа, была единственным лицом с характером из всей её семьи, и не будь она хлопотуньею и ворчуньею, распущенность в домашнем быту Ланских дошла бы до того, что они рисковали остаться без обеда или без возможности выезжать от нетрезвости или самовольной отлучки кучеров или лакеев.
- Иван Сергеевич (25.12.1817—26.04.1818), крестник В. С. Ланского[9].
- Мария Сергеевна (1819—1845), фрейлина, с 1844 года замужем за генерал-адъютантом бароном П. А. Вревским.
- Александр Сергеевич (1822—1869)
- Прасковья Сергеевна (1825—1838), похоронена в Петербурге на Смоленском православном кладбище.
- Михаил Сергеевич (1829—1905), отставной штабс-ротмистр лейб-гвардии Гусарского полка.